# Falsistrellus
A Falsistrellus az emlősök (Mammalia) osztályának a denevérek (Chiroptera) rendjéhez, ezen belül a kis denevérek (Microchiroptera) alrendjéhez és a simaorrú denevérek (Vespertilionidae) családjához tartozó nem.

## Rendszerezés
A nembe az alábbi 5 faj tartozik:
- Falsistrellus affinis - korábban Pipistrellus affinis
- Falsistrellus mackenziei
- jávai törpedenevér (Falsistrellus mordax) - korábban Pipistrellus mordax
- Falsistrellus petersi - korábban Pipistrellus petersi
- tasmán törpedenevér (Falsistrellus tasmaniensis) típusfaj - korábban Pipistrellus tasmaniensis